# Bullshit

Bullshit(불싯)은 영어로 자주 쓰이는 표현으로, 허튼 소리라는 뜻이다.

## 용어
'터무니없는 생각(nonsense)'을 의미하는 "Bull"이라는 용어는 17세기로 거슬러 올라가며, "bullshit"이라는 용어는 일러도 1915년 영국에서 사용되었고, 미국의 속어로 사용되어왔다. 제2차 세계 대전 기간 동안에 대중적으로 사용되었다. bull이란 단어는 고대프랑스어에서 '속임수', '기만'을 뜻하는 "bole"에서 왔다. (<- 진짜 누가 적었는지 몰라도 무슨 개소리 하는거냐? bull은 황소로 shit은 똥이고 황소똥 같은 소리 즉 개소리 이다 bole 속임수,기만과 상관이 없다] "horseshit"은 비슷한 동음이의어이다. 남아공이나 호주 영어에서 비슷한 뜻으로 "bull dust"가 사용된다. 어원적 연결이 확인된 것은 없지만 오래된 의미가 "bullshit"의 축약형으로 생각되는 현대의 "bull"과 같은 의미이다.
사전편찬자(lexicographer) 에릭 파트리지(Eric Partridge)의 설에 의하면, bullshit은 호주와 뉴질랜드의 군인들이 세계1차대전 중인 1916년부터 전선에 도착하면서 대중적으로 사용하였다는 설이다. 파트리지는 영국의 지휘관들은 bull에 중점을 두었다고 주장한다. 즉 전쟁 수행에 방해가 되는데에도 외양에 주목하였다는 것이다. 외국인 디거스(Diggers)는 영국인을 bullshit이라고 불러 조롱하였다고 전한다.

## 진실과 수사에 관한 고찰

### 사실에 대한 주장
"Bullshit"은 진실과 정확성이 아니라 청자의 반응에 신경을 쓰는 사람들에 의하여 만들어진 언술을 묘사하는데 사용된다. 한 예로, 단어 자체는 분쟁을 일으켰던 광고문이다. 1980년 미 대선 기간동안 미국시민당(the Citizens Party) 후보 배리 커머너(Barry Commoner)는 라디오 광고를 실었다. 광고는 "개소리! 카터, 레이건, 앤더슨, 모두 개소리!(Bullshit! Carter, Reagon, and Anderson, it's all bullshit!)"이라는 한 배우의 외침으로 시작된다. 미국 NBC(National Broadcasting Company) 방송사는 욕설 사용 때문에 광고 게재를 거절하였지만, 커머너 진영은 연방 통신 위원회(Federal Communications Commission)를 설득하여 편집 없이 사용할 수 있었다.

### 해리 프랑크푸르트의 개념
저서 『개소리에 대하여(On Bullshit)』(1986년 에세이로 저술, 2005년 단행본 발간)에서, 프린스턴대학교(Princeton University) 철학자 해리 프랑크푸르트(Harry Frankfurt)는 개소리(bullshit)를 거짓말(lying)과 구분되는 오류(falsehood)의 한 종류로 규정하였다. 프랑크푸르트는 거짓말쟁이(liar)는 진실을 알고 진실에 대해 의식하지만, 진실을 말하는 것 대신에 마음을 기울여 상대를 오도하려 한다고 본다. 반대로 "개소리쟁이(bullshitter)"는 진실에 대해 신경쓰지 않으며, 상대에게 깊은 인상을 주려고만 한다.
진실을 모르면, 거짓말하는 것은 불가능하다. 개소리를 하는 것은 이러한 확신을 필요로 하지 않는다. 거짓말하는 사람은 진실에 반응하고, 그만큼 진실을 존경한다. 정직한 사람은 참이라 생각하는 것만 말한다. 때문에 거짓말쟁이에게 진술이 거짓이라고 생각하는 것은 불가피하다. 그러나 개소리쟁이에게는 이러한 생각이 모두 적용되지 않는다. 참이나 거짓 어느 한 편에도 서 있지 않다. 정직한 사람과 거짓말쟁이의 시선은 사실에 놓여 있지만, 이들의 눈은 그렇지 않다. 오로지 자신이 말하는 것이 그럭저럭 지나가길 바라는 마음에 적합할 때만 그러하다. 이들은 자신이 말하는 것이 실제를 정확히 반영하는지엔 관심이 없다. 이들은 자신의 목적에 맞게 찾아내거나 꾸미기만 한다.

프랑크푸르트는 개소리에 대한 분석을 루드비히 비트겐슈타인(Ludwig Wittgenstein)의 비상식(non-sense) 이야기에 대한 경멸, 전념하지 않고 특이한 관점들을 시험해 보고자 화자가 꺼내어 말하는 잡담(bull session)이라는 평범한 개념과 연결짓는다. 프랑크푸르트는 현대 사회에서 개소리가 만연해 있는 것은 반현실주의(anti-realism), 그리고 어떤 주제에 대한 적절한 지식이 없어도 그에 대한 의견을 표출해야 하는 상황이 빈번하게 발생하는 풍조 탓이라 생각한다.
일부 정치평론가들은 프랑크푸르트의 개소리 개념이 선거운동에 통찰을 준다는 것을 알았다. "개소리에 대하여 더 깊이(Deeper into Bullshit)"의 저자 제럴드 코헨은 프랑크푸르트가 말한 개소리를 다른 것들과 대비시켰다. 비상식 담론(nonsense discourse)은 상식(sense)으로 드러내었다. 코헨은 이런 개소리들이 우연히 혹은 고의로 만들어질 수 있다는 것을 지적한다. 작가들은 고의로 개소리를 만들어내기도 하지만, 일반사람들이 실수로 상식이라고 생각하고 한 말이 비상식이 되는 경우도 있다. 개소리에 속은 사람은 타인을 속이려는 의도 없이 순수한 마음으로 타인에게 개소리를 되풀이할 수도 있다.
코헨은 의도된(deliberate) 개소리의 한 사례로서 앨런 소칼(Alan Sokal)의 "경계를 넘어서: 양자 중력의 변형적 해석학을 위하여(Transgressing the Boundaries: Toward a Transformative Hermeneutics of Quantum Gravity)"라는 논문을 투고한 사건, 이른바 소칼 사건(Sokal Affair)을 든다. 그러나 소칼이 논문을 작성한 목적은 자신의 논문 출판을 허락한 포스트모더니스트(postmodernist) 편집자들이 상식과 비상식을 구분하지 못한다는 것을 보여주어, 이들의 학문분야가 개소리라는 것을 보여주려는 것이었다.

### 현대경제에서 데이비드 그래버의 개소리 이론
인류학자 데이비드 그래버(David Graeber)의 책 개소리 직업 : 이론(Bullshit Jobs: A Theory)은 무의미한 직업들의 존재와 사회적 해악을 논의한다. 그는 사회복지 관련 직업(societal work)의 과반은 무의미하며 심리적으로 파괴적일 수 있다고 지적한다.

## 같이 보기
- 개소리에 대하여
- 소칼 사건
- 앨런 소칼
- 해리 프랑크푸르트